# Mitch Lucker
Mitchell Adam Lucker bedre kendt som Mitch Lucker (20. oktober 1984 - 1. november 2012) var sanger i deathcorebandet Suicide Silence.
Han voksede op i Riverside, Californien med hans forældre og to søskende.
Han led af social angst og OCD . Han blev gift med Jolie Carmadella den 8. maj 2010, og de fik en datter.
Første gang han optrådte var i hans brors band.
Senere dannede han Suicide Silence med guitaristen Chris Garza i 2002, et band som hurtigt blev kendt.
Bandets debutalbum "The Cleansing" blev til en af de mest solgte "Century Media" udgivelser med 7.250 kopier solgt i den første uge.
Deres andet album "No Time to Bleed" blev udgivet den 30. juni 2009.
Bandets sidste album blev "The Black Crown" udgivet den 12. juli 2011.
På dette tidspunkt havde hans tekster begyndt at miste den tidligere kontroversielle anti-religiøse indhold.
Mitch forklarede:
"Jeg forsøger ikke at lægge folks tro ned. Det handler om mig og mit liv. Dette er mit hoved revnet og hældt ned på papiret!
Jeg har stadig den samme tro og samme synspunkter, men jeg er mere åbne over for alt. På dette tidspunkt i mit liv, kan jeg ikke se det gode i at få folk til at hade dig for noget, du siger. Denne er for alle sammen  ."
Han blev inspireret af bands som: Korn, Deftones, Slayer, Sepultura og alt andet hans far nu kom hjem med 
.
Mitch Lucker døde 1. november 2012, efter kvæstelser fra en motorcykelulykke på Huntington Beach, Californien.